# タバルニア

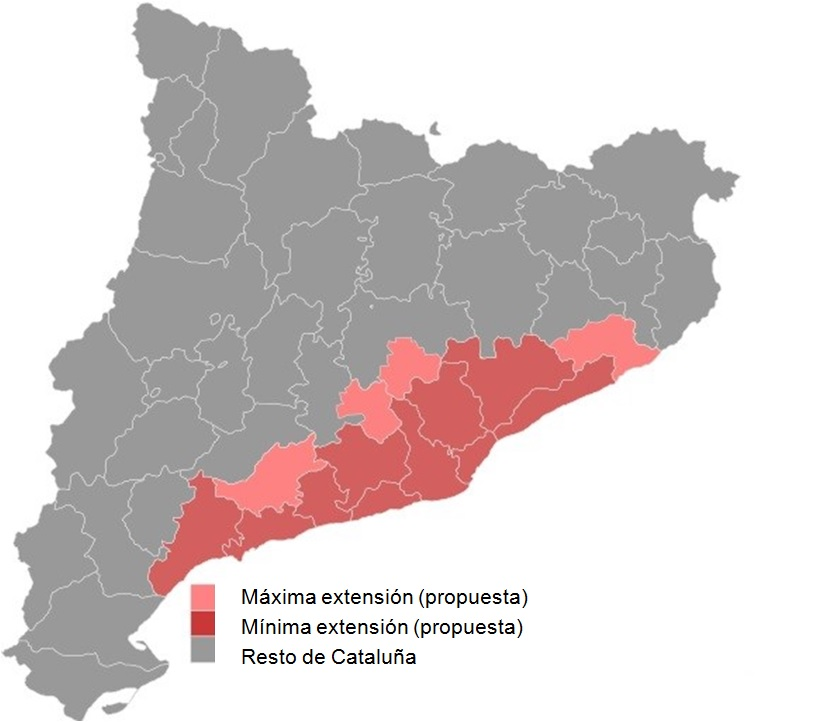
提唱されたタバルニア地域（赤は狭義の、ピンクは広義のタバルニア）。

提唱されたタバルニア旗。

提唱されたタバルニア紋章。

タバルニア（スペイン語Tabarnia、カタルーニャ語Tabàrnia）とは、カタルーニャの一部領域に関して、提案する組織"バルセロナはカタルーニャではない"や"バルセロナの自治を求めるプラットフォーム"と呼ばれる団体が提唱している名称であり、バルセロナ県およびタラゴナ県のうち反独立派の強いコマルカを集めて新しい自治州を創設しようとするものである。 「現在の行政区分が実情を反映しない」と考えており、「バルセロナ伯領の歴史的主権」の回復をスペイン右翼やその関連団体が主張している。
この名称は、タラゴナおよびバルセロナ（スペインではバルナと略される）からの造語である。 領域はアルタ・タバルニア（バルセロナの影響が強い地域）とバハ・タバルニア（タラゴナの影響が強い地域）に分けられ、10のコマルカから構成される。 

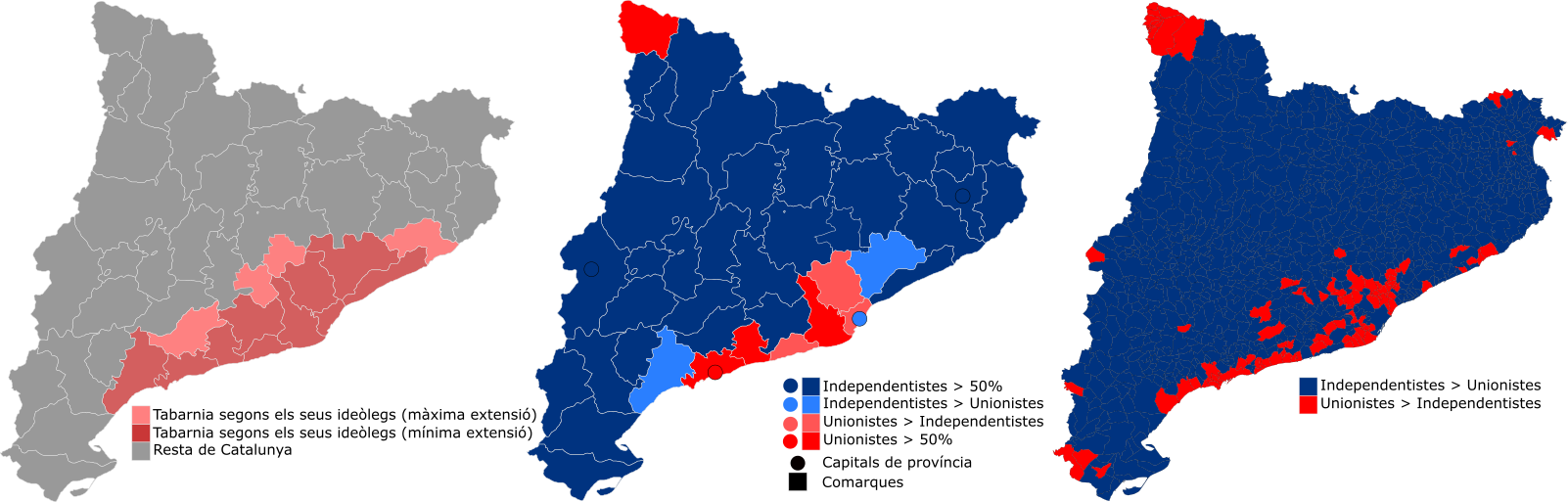
左は提唱されたタバルニアの範囲で、中央および右は2017年に行われた住民投票（10月1日、中央）および州議会選挙（12月21日、右）の結果。

ラモン・ベレンゲル3世が1131年に死去した時点でのカタルーニャ伯領の地図。タバルニアの推進者は、歴史的なバルセロナ伯領の主権回復を主張しており、その境界は提唱された自治州のものと完全に一致する。